# Merseyrail

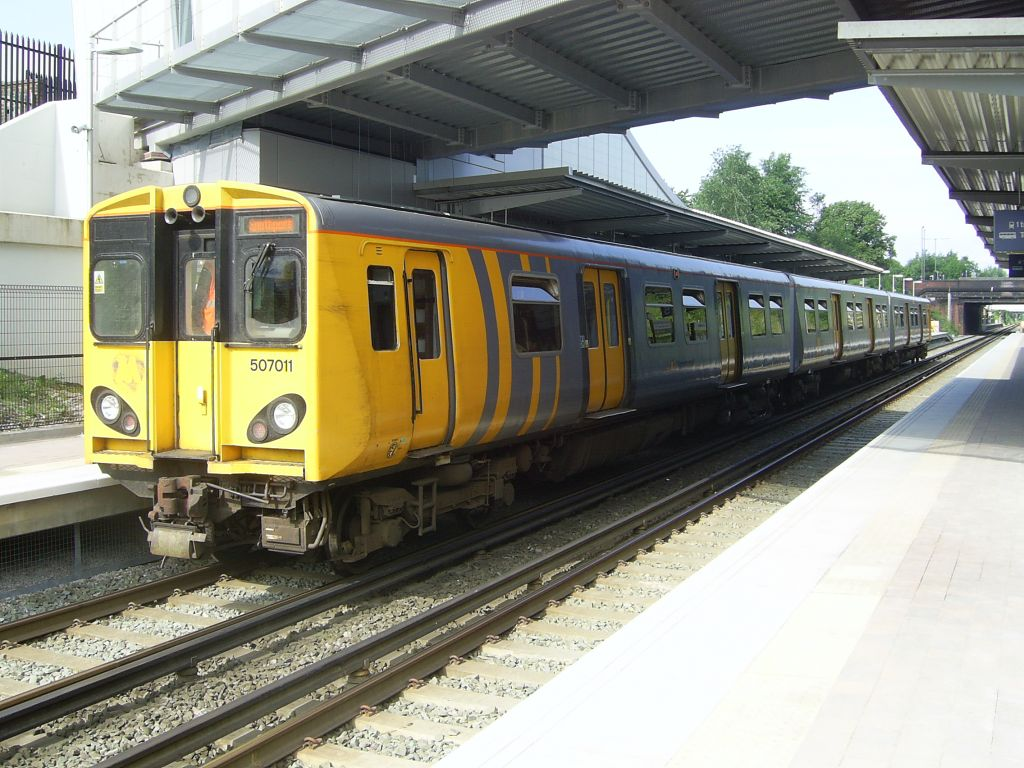
Merseyrail-treinstel in de nieuwe kleurstelling.

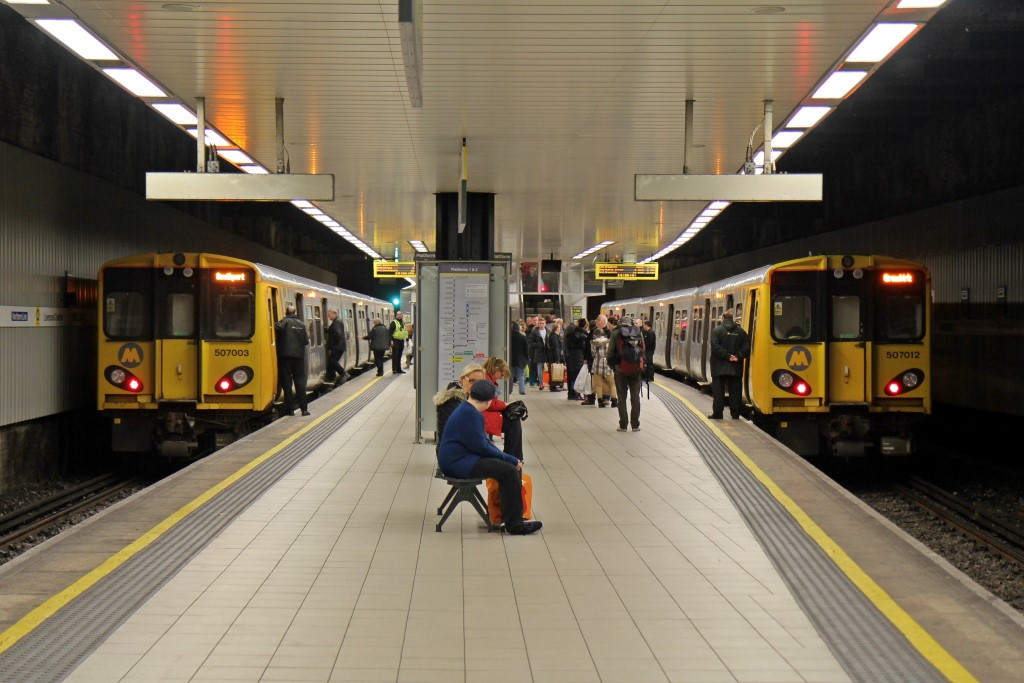
Twee treinen halteren op het Centraal Station.

Merseyrail is zowel de naam van een kleine spoorconcessie in het mondingsgebied van de rivier de Mersey (gebied rondom Liverpool en Birkenhead), als van een spoorwegonderneming die de houder is van deze concessie. Merseyrail is een samenwerking van Abellio en Serco.
Het gaat om een spoornetwerk van 120 kilometer met 67 stations. In het dichtbevolkte gebied rijden de treinen in een hoge frequentie: op de grote lijnen is er om de 5 minuten een trein. Het is dus te vergelijken met de S-Bahn of RER. Dagelijks rijden er meer dan 600 treinen. De treinen krijgen elektrische voeding via een derde rail. Na 2022 komen er treinen in dienst, die ook op batterijen kunnen rijden. Het bedrijf heeft bijna 1100 mensen in dienst.

## Concessies
De huidige concessie ging in op 20 juli 2003 en duurt in principe tot 20 juli 2028 (periode van 25 jaar).
Voordat Serco/NedRailways de exploitatie overnam, werd de concessie uitgevoerd door Merseyside Transport Ltd onder de naam 'Merseyrail Electrics' en later door Arriva onder de naam 'Arriva Trains Merseyside'.

Netwerkkaart